# لياندرو تيوفيلو
لياندرو تيوفيلو هو لاعب كرة قدم برازيلي في مركز الوسط، ولد في 3 مايو 1981 في ريو دي جانيرو في البرازيل. لعب مع أتلتيكو يوفنتوس وموتو كلوب ونادي أمريكا ونادي أوسترسوند ونادي إس إتش بي دا نانغ ونادي جاندجاسر كابان ونادي فلازنيا إشقودرة.

## وصلات خارجية
- لياندرو تيوفيلو على موقع قاعدة بيانات كرة القدم.إي يو (الإنجليزية)
- لياندرو تيوفيلو على موقع Soccerway.com (الإنجليزية)